# 苏格拉底·布拉济莱罗·奥利维拉
苏格拉底·布拉济莱罗·奥利维拉（Sócrates Brasileiro Sampaio de Souza Vieira de Oliveira，1954年2月19日—2011年12月4日），通常称其为苏格拉底（Sócrates），是一名巴西足球运动员，在日本傳媒中亦被評為巴西黃金四人之一。
苏格拉底本人却从不承认自己是一个职业球员。在2004年退役十多年的苏格拉底同意担当英格兰第九级联赛（北部郡东组联赛）球队加科夫一个月的球员教练工作。2011年12月4日，苏格拉底因食物中毒导致肠道感染辞世，年57岁。

## 职业联赛生涯
身高达到192厘米（6呎4吋）的苏格拉底，屬智慧型的球員，好菸喜酒，身手敏捷，閱讀球賽的能力廣受稱讚，其無懈可擊的傳球亦無可比擬，後跟傳球更是獨門絕技。
苏格拉底於1974年在其家鄉圣保罗州的里贝朗普雷图（Riberao Preto）开始其職業足球員生涯，大部分時間（1978至1984年）是在哥連泰斯渡過。在科林蒂安的6年中，苏格拉底帮助球队3次赢得圣保罗州联赛的冠军，并被认为是俱乐部历史上最受球迷爱戴的球员。在进入职业足坛前22岁的苏格拉底只是圣保罗大学医学系的一名学生，由于他的职业是医生，所以，大家都称他苏格拉底医生或博士，因为医生和博士是同一个词（Doutor）。在其足球生涯晚期曾加盟意甲球会佛罗伦萨，1986年再次返回巴西国内联赛，效力于法林明高及桑托斯。
作為一名歷史上世界級的中場球員，苏格拉底是巴西隊於1982年（西班牙）及1986年（墨西哥）世界盃的隊長。贝利於2004年3月提名苏格拉底成為國際足聯成立100週年的FIFA 100成員之一。

## 国家队时期
在苏格拉底25岁的时候，他入选了巴西国家队。1982年世界杯，27岁的苏格拉底成为了巴西国家队队长，他与薛高、和构筑起了巴西的梦幻中场。在这届世界杯上，巴西踢出了赏心悦目的艺术足球。苏格拉底说：“我一生中看了那么多比赛，但我始终认为1982年的巴西才是最完美的。”

### 入选百大进球
与苏联国家队的首场小组赛，巴西上半场0-1落后，下半场第30分钟，苏格拉底扳平比分。其时，苏格拉底接队友右路传球，停球晃过苏联队多名后卫后果断起脚射门，皮球应声入网。这个入球也被评为世界杯百大进球之一。与意大利国家队的比赛中，苏格拉底同样射入了一个漂亮的入球，他和薛高用一次簡單明快的小組配合，瞬間甩掉四名防守球員，最後由他殺到門前用腳尖篤入這個小角度的射門，这个入球同样被列为世界杯百大进球之一。同一届世界杯上的两个入球全部入选百大入球，由此可见苏格拉底的高超技艺。

### 点球饮恨
1986年世界杯，苏格拉底再一次代表巴西出战，他坐镇中场组织全队进攻和防守。於八強賽中，巴西遭遇當時的歐國盃冠軍，由帶领的法国队。當時双方被廣泛認為是世界上技術含量最頂尖的兩支球隊，特別在中場線上更是星光熠熠。一方面是由苏古迪斯、薛高（Zico）、祖尼亞（Júnior）等領銜，被譽為巴西史上最秀麗、最有藝術氣質的中場組合；另一方則是由四大天王：柏天尼（Michel Platini）、居里斯（Alain Giresse）、泰簡拿（Jean Tigana）、費南迪斯（Luis Fernández）組成，近年橫掃全歐所向披靡，綽號「魔法方塊」（Le Carré Magique）的鑽石中場線。果然，雙方合力打出了一場技術含量極高，甚少出現斷續停頓、犯規出界等，極為流暢的精彩比賽。在苦战120分钟後，最終踢成1-1平手，需要用十二碼决战來解決。首先出场的苏古迪斯打出一記窒步挑射，這種有別於平常的高技巧打法，此前他已在波蘭身上施展過且得手了。然而此番故技重施，卻被法国门将若尔·巴茨洞悉先機神勇撲出，最终导致巴西被淘汰，苏古迪斯的世界杯生涯亦就此结束。

## 技术特点
苏格拉底常用头球攻门或巧妙摆渡，他的脚下动作也非常厉害，运球时从不看球，盘带球的技术可与媲美，而且，他的传球也极为准确，一手脚后跟传球的绝技让人击节赞赏。

## 球星逸事
- 据说，苏格拉底之所以与哲学家同名，是因为他出生时其父亲刚好在看经典政治学名著《理想国》，因此，他的父亲就为儿子取名苏格拉底。
- 苏格拉底从事过很多职业，包括医生、教练、商人、政治家、音乐家、剧作家、专栏记者等等，但他最喜欢的职业无疑是医生，这也许就是他从来不承认自己是职业球员的原因。退役后，苏格拉底重新回到学校，并顺利拿到了医学博士学位，成为了名副其实的「足球博士」。[10]有如此高學歷的足球員是十分罕有的，而巴西另一位足球名將（Tostão）也是醫生。
- 苏格拉底的弟弟拉易，也是前巴西國家足球隊國腳，曾經參加過1994年世界盃。

## 逝世
2011年12月4日，苏格拉底因食物中毒导致肠道感染而辞世于圣保罗的阿尔伯特-爱因斯坦医院，年57岁。苏格拉底在去世前曾患有严重的消化系统疾病，2011年8月和11月两度入院就诊，消化系统疾病可能与他在球员时期酷爱饮酒有关。
2022年，《法國足球》雜誌以蘇格拉底的名字設置蘇格拉底獎，在每年的金球獎頒獎典禮中頒發，表彰在人道主義領域有突出貢獻的足球運動員。